# The Mahotella Queens

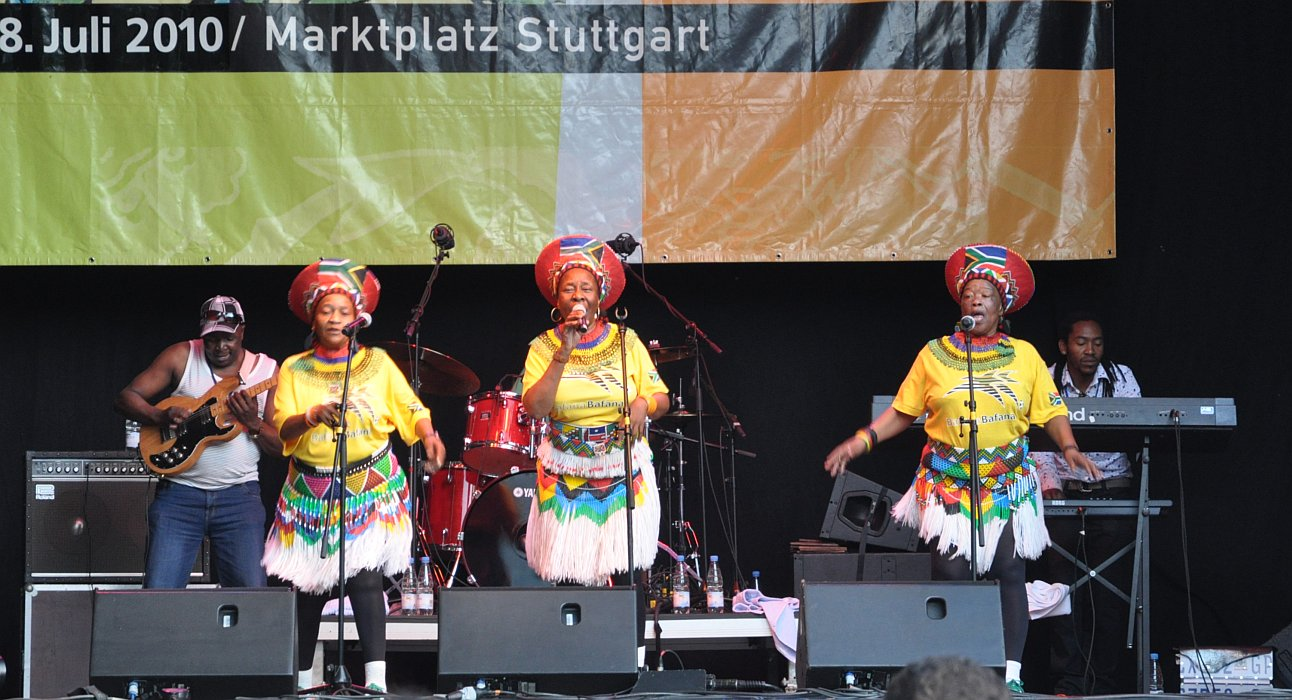

The Mahotella Queens est un groupe féminin sud-africain. À l'origine, c’est un groupe d'enregistrement en studio mixte, puis il devient un groupe féminin dont la composition évolue et comprend, dans les années 2010, Hilda Tloubatla, Nobesuthu Mbadu et Amanda Nkosi. Ce groupe se distingue pendant plusieurs décennies par son harmonie vocale, sa musique mbaqanga et ses danses sur scène.

## Historique
Le groupe est formé en 1964 par le producteur de musique Rupert Bopape. Bopape était un découvreur de talents et un producteur au sein de la filiale indépendante de Gallo Africa alors consacrée à la musique noire, Mavuthela Music Company. Il forme les Mahotella Queens, initialement en tant que groupe d’enregistrement en studio et l'ensemble, souvent dirigé par le chant masculin  de Simon 'Mahlathini' Nkabinde, connaît de premiers succès dans les années 1960. Un de leurs premiers succès est Thoro ujola nobani, une chanson d´amour. Kazet, qui les fait connaître au-delà des frontières de l’Afrique du Sud, vient plusieurs années après et est reprise notamment en France par Lizzy Mercier Descloux (Où sont passées les gazelles ?).  Cette chanson, dans sa version originale, raconte que « par une prise de conscience collective, on peut arriver à changer les choses », explique le directeur artistique français Christian Mousset. La constitution du groupe inclut alors habituellement, en plus de Mahlathini, Hilda Tloubatla, Juliet Mazamisa, Ethel Mngomezulu, Nobesuthu Mbadu et Mildred Mangxola,,. Les Queens et Mahlathini sont soutenus par le groupe maison de Mavuthela, le Makgona Tsohle Band (comprenant plusieurs instrumentistes talentueux dont Marks Mankwane à la guitare et West Nkosi au saxophone alto). À la fin des années 1960 et au début des années 1970, Mahlathini et les Mahotella Queens dominent la musique sud-africaine. Mais, en 1972, le groupe se désintègre à la suite de désaccords avec Bopape. Mahlathini  quitte l’ensemble, en conflit avec le producteur.

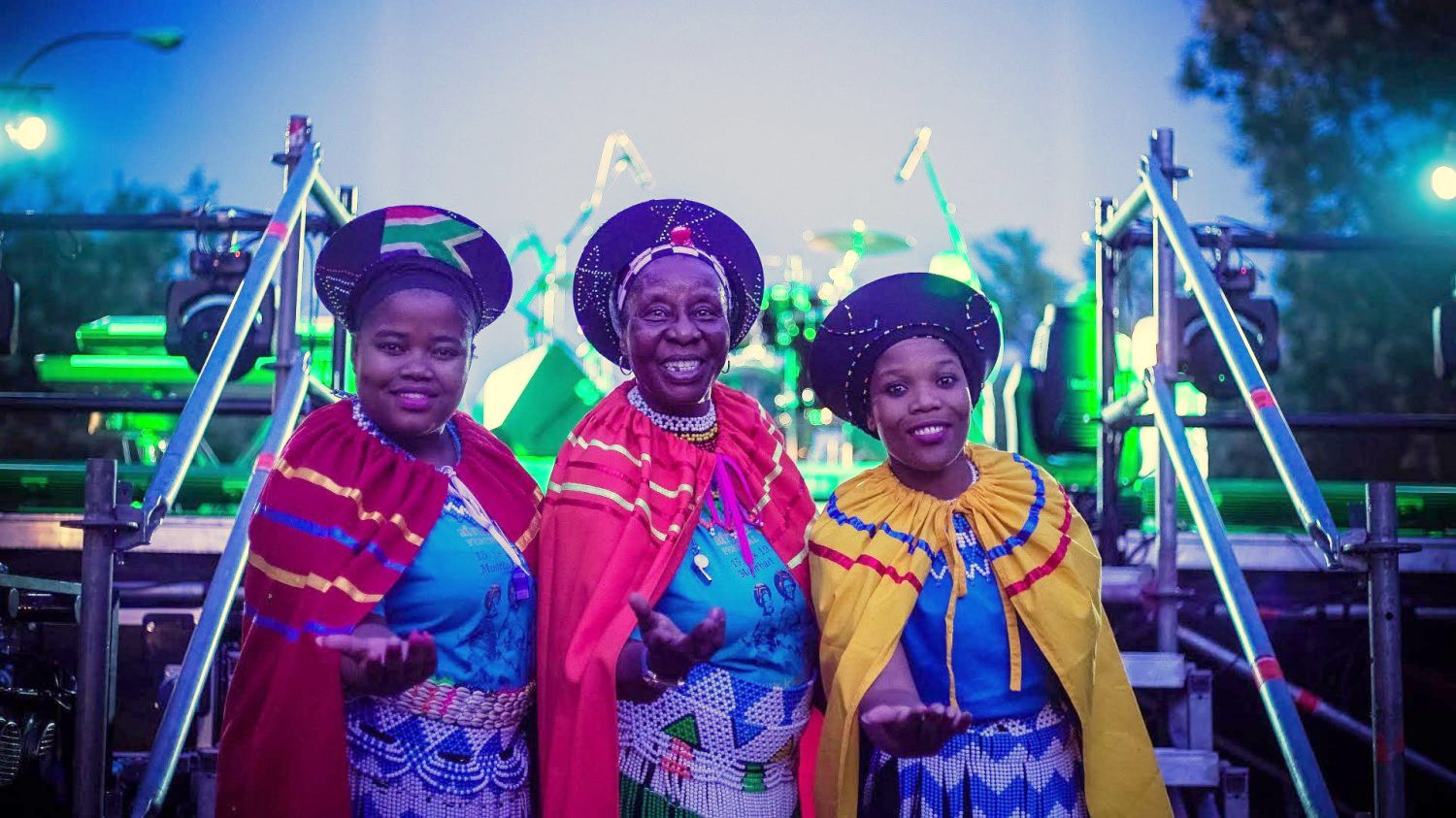
En 2017.

Malgré cette évolution, les Queens demeurent un groupe actif et populaire dans les années 1970 et 1980. En 1987, à la suite de l'intérêt croissant pour la musique sud-africaine, au plus fort de la lutte anti-apartheid, les Mahotella Queens se renouvellent à nouveau et trois des chanteuses d'origine - Hilda Tloubatla, Nobesuthu Mbadu et Mildred Mangxola - reviennent. Ce groupe se forge un parcours marqué par des tournées internationales. Il se produit notamment en Europe avec le soutien, notamment, de Christian Mousset, directeur du festival des Musiques métisses d'Angoulême. Le succès dure ensuite pendant plusieurs décennies,.
Malgré la mort de Mahlathini, Marks Mankwane et West Nkosi à la fin des années 1990, les Mahotella Queens continuent de se produire et d'enregistrer au XXIe siècle. En 2013, Mildred Mangxola, membre de longue date, prend sa retraite du groupe. Elle est remplacée par une nouvelle recrue, Amanda Nkosi.

## Style musical
Les Mahotella Queens ont contribué à l’éclosion d’un genre musical, le mbaqanga, une musique festive inspirée des musiques rurales et des pulsions musicales animant l’Afrique du Sud. Cette musique mixe des airs traditionnels (zoulou, sotho, shangaan, xhosa…) à du jazz local (le marabi), né dans les années 1920, du rhythm and blues, du soul, du gospel, etc. « Ce qu’on voulait », indique Hilda Tloubatla, « c’était simplement faire quelque chose de neuf avec des instruments modernes en mélangeant tous les styles. »,.

## Discographie
Le groupe étant actif depuis plusieurs décennies, la discographie est relativement conséquente.
| Titre de l'album                                | Label/catalogue                                                                     | Année de publication |
| Siyadumisa                                      | Bula Music/AS Entertainment (CDBULA 203)                                            | 2007                 |
| Mahlathini and the Mahotella Queens: The Hits   | Gallo Record Company (GMVCOM 1007)                                                  | 2006                 |
| Reign & Shine                                   | Wrasse Records/AS Entertainment (WRASS177)                                          | 2006                 |
| Kazet                                           | Marabi Productions/AS Entertainment                                                 | 2005                 |
| Reign & Shine                                   | African Cream Music/AS Entertainment (ACM-CD 042)                                   | 2005                 |
| Bazobuya                                        | Gallo Record Company (GWVCD 53)                                                     | 2004                 |
| The Best Of: The Township Idols                 | Wrasse Records (WRASS098)                                                           | 2003                 |
| Sebai Bai                                       | Harmonia Mundi/Label Bleu/Gallo (LBLC 2571)                                         | 2001                 |
| Umuntu                                          | Gallo Record Company (CDGMP 40788)                                                  | 1999                 |
| Stoki Stoki                                     | Gallo Record Company (CDGMP 40539)                                                  | 1994                 |
| Women of the World                              | Gallo Record Company (CDGMP 40331)                                                  | 1993                 |
| King of the Groaners                            | Earthworks/Stern's                                                                  | 1993                 |
| The Lion Roars                                  | Shanachie Records                                                                   | 1993                 |
| Mbaqanga                                        | Gallo Record Company (BL 742) (South Africa) Verve World/PolyGram Records (511 780) | 1991                 |
| The Best of Mahlathini and the Mahotella Queens | Gallo Record Company (CDHUL 40274)                                                  | 1991                 |
| Rhythm & Art                                    | Gallo Record Company                                                                | 1989                 |
| Melodi Yalla                                    | Gallo-GRC (BL 617)                                                                  | 1988                 |
| Paris - Soweto                                  | Gallo-GRC (HUL 40314)                                                               | 1987                 |
| The Lion of Soweto                              | Earthworks/Stern's                                                                  | 1987                 |
| Thokozile                                       | Gallo-GRC (BL 590)                                                                  | 1987                 |
| Menate Ea Lefatse                               | CCP Record Company                                                                  | 1987                 |
| Indodemnyama                                    | Gallo-GRC                                                                           | 1987                 |
| Ejerusalem Siyakhona                            | Gallo-GRC                                                                           | 1986                 |
| Utshwala Begazati                               | Gallo Record Company                                                                | 1985                 |
| Dithoriso Tsa Morena                            | Gallo Record Company                                                                | 1984                 |
| Pheletsong Ya Lerato                            | Gallo Record Company (Gumba Gumba BL 457)                                           | 1984                 |
| Khwatha O Mone                                  | Teal Record Company (Hit Special IAL 4005)                                          | 1984                 |
| Kotopo Vol 2                                    | Gallo Record Company (Spades BL 460)                                                | 1983                 |
| Mathaka Vol 1                                   | Gallo Record Company (Spades BL 461)                                                | 1983                 |
| Amaqhawe Omgqashiyo                             | Gallo Record Company (Gumba Gumba BL 448)                                           | 1983                 |
| Uhambo Lwami                                    | Gallo Record Company (Motella BL 396)                                               | 1983                 |
| Tsa Lebowa                                      | Teal Record Company (Igagasi IAL 3096)                                              | 1983                 |
| Hamba Minyaka                                   | Gallo Record Company (Gumba Gumba BL 366)                                           | 1982                 |
| Ezesimanje                                      | Teal Record Company (Hit Special IAL 3034)                                          | 1982                 |
| Pitsa Tse Kgolo                                 | Teal Record Company (Hit Special HIL 2004)                                          | 1982                 |
| Thatha Izimpahla Zakho                          | Teal Record Company (Igagasi IAL 3004)                                              | 1980                 |
| Tsamaya Moratuoa                                | Gallo Record Company (Gumba Gumba BL 226)                                           | 1980                 |
| Best of the Mahotella Queens                    | Gallo Record Company                                                                | 1977                 |
| Izibani Zomgqashiyo                             | Gallo Record Company                                                                | 1977                 |
| Phezulu Egqhudeni                               | Gallo Record Company                                                                | 1975                 |
| Umculo Kawupheli                                | Gallo Record Company (Gumba Gumba LPBS 20)                                          | 1974                 |
| Marks Umthakathi                                | Gallo Record Company (Motella LPBS 9)                                               | 1972                 |
| Marena                                          | Gallo Record Company (Motella LPBS 5)                                               | 1972                 |
| Uyavutha Umlilo                                 | Gumba Gumba (LPBS 3)                                                                | 1971                 |
| Makgona Tsohle Reggi                            | Gallo Record Company (Inkonkoni LNKO 2001)                                          | 1970                 |
| Isigubu Sabalozi                                | Gallo Record Company (Gumba Gumba LMGG 5)                                           | 1969                 |
| Indoda Mahlathini                               | Gallo Record Company (Motella LMO 111)                                              | 1969                 |
| Let's Move with Makhona Tsohle Band             | Gallo Record Company (Motella LMO 104)                                              | 1967                 |
| Meet the Mahotella Queens                       | Gallo Record Company (Motella LMO 101)                                              | 1966                 |